# Yuichi Hirano
Yuichi Hirano (平野 佑一 Hirano Yuichi?, Tokio, 11 de marzo de 1996) es un futbolista japonés que juega como centrocampista en el Cerezo Osaka de la J1 League.

## Trayectoria

### Clubes
| Club               | País  | Año       |
| ------------------ | ----- | --------- |
| Mito HollyHock     | Japón | 2018-2021 |
| Urawa Red Diamonds | Japón | 2021-2023 |
| Cerezo Osaka       | Japón | 2024-     |

## Palmarés

### Títulos nacionales
| Título             | Club               | País  | Año  |
| ------------------ | ------------------ | ----- | ---- |
| Copa del Emperador | Urawa Red Diamonds | Japón | 2021 |
| Supercopa de Japón | Urawa Red Diamonds | Japón | 2022 |

### Títulos internacionales
| Título                      | Club               | País  | Año  |
| --------------------------- | ------------------ | ----- | ---- |
| Liga de Campeones de la AFC | Urawa Red Diamonds | Japón | 2022 |